# Odd Nordstoga
Odd Nordstoga (né le 10 décembre 1972) est un musicien norvégien. Son premier instrument est un accordéon qui lui a été offert à l'âge de huit ans, et son premier contact avec la musique pop se fait à l'adolescence, lorsqu'il tombe sur des cassettes de Michael Jackson chez le disquaire Roxy, dans le centre du comté de Bø, au Telemark. Les traditions musicales folkloriques et la musique pop urbaine caractérisent l'œuvre de Nordstoga.
Il étudie la musique à la Voss Folkehøgskule en 1991-1992.
Nordstoga connait en tant qu'artiste solo et fait sa grande percée en 2004 avec l'album solo Luring. Cet album, qui est un mélange de musique populaire et de musique folklorique traditionnelle avec des paroles en dialecte et en nynorsk, se vend à 160 000 exemplaires en Norvège. Il sort plusieurs albums en solo et collabore avec Sissel Kyrkjebø et Ingebjørg Bratland, ainsi qu'avec les paroliers Ragnar Hovland et Stein Versto.
Il remporte un certain nombre de prix, et est nommé violoniste de l'année au Spellemannprisen 2004.

## Biographie

### Something Odd
Alors qu'il suit des cours à l'école normale de Bergen, il fait ses débuts en tant qu'artiste avec le groupe Something Odd et l'album autofinancé homonyme (1997). Nordstoga décrit avec humour la musique, chantée dans la langue du vin, comme du « rock rural urbain ». L'album vaut au groupe un contrat avec le label BMG Norway et, en 1998, l'album suivant, Solreven, sort.
Solreven aroduit deux petits succès radio avec les chansons Fuggel i karmen et Ingen eg kjenner. Cependant, l'album se vend mal et le label les abandonne. Outre Nordstoga, le groupe de six musiciens comprenait John Vinge et Jørund Fluge Samuelsen, qui ont tous deux formé le groupe Trang Fødsel.
En 2000, il change le nom du groupe en Nordstoga, signe avec le label Grappa et sort l'album Nordstoga. Il obtient à nouveau quelques succès radiophoniques avec Dag et Bie på deg, et en 2021, il remporte le prestigieux Edvard-prisen dans la catégorie « musique populaire », œuvre mineure pour la chanson Bie på deg Gruppa ble oppløst kort tid etter.

### Collaborations et solo
Dans les années 2001-2003, Odd Nordstoga se concentre sur la musique folklorique traditionnelle du Telemark. Le groupe Blåmann Blåmann, composé de lui-même et de vieux amis de Vinje — le guitariste Asgaut Bakken, la flûtiste Silje Hegg et Lars Underdal au violon — sort un album éponyme en 2001. La chanson Tippe Tippe Tuve leur vaut un succès radiophonique.
En 2002, il fait équipe avec le musicien folk Øyonn Groven Myhren (Dvergmål). Ils réalisent l'album Nivelkinn, basé sur des poèmes de la poétesse télémarkaise Aslaug Vaa, en tant qu'œuvre commandée pour le festival de Telemark. Cette collaboration produit les succès radio Uppi måneskin et Guten og folen, et remporte le Spellemannprisen 2002 dans la catégorie musique folklorique et danse ancienne.
Toujours en 2002, Odd Nordstoga bénéficie d'une grande publicité pour sa collaboration avec Herborg Kråkevik, lorsqu'il écrit et interprète la chanson-titre de son concert Édith Piaf, Eg og Edith. Nordstoga contribue également contribué à la chanson Rosevev, dont les paroles sont écrites par le parolier Stein Versto, également originaire de Vinje.
Odd Nordstoga est nommé du Spellemann de l'année et lauréat de la catégorie « artiste masculin » pour Luring lors des Spellemannprisen 2004. À l'été 2005, il entame une nouvelle tournée, Luringturen MK-ll.
En 2006, l'album Heim te mor sort.

## Discographie
- 1997 : Something Odd (Odd Productions) – Something Odd
- 1998 : Solreven (BMG Norway/RCA) – Something Odd
- 2000 : Nordstoga (Grappa Musikkforlag) – Nordstoga
- 2001 : Blåmann Blåmann (Heilo/Grappa Musikkforlag) – Blåmann Blåmann
- 2002 : Nivelkinn (Heilo/Grappa Musikkforlag) – Øyonn Groven Myhren & Odd Nordstoga
- 2004 : Luring (Sonet/Universal) – Odd Nordstoga
- 2006 : Heim te mor (Sonet/Universal) – Odd Nordstoga
- 2008 : Pilegrim (Universal) – Odd Nordstoga
- 2009 : Strålande Jul (Universal) – Sissel Kyrkjebø & Odd Nordstoga
- 2010 : November (Sonet/Universal) – Odd Nordstoga
- 2011 : Bestevenn (Sonet/Universal) – Odd Nordstoga
- 2013 : Heimafrå (Universal) - Ingebjørg Bratland & Odd Nordstoga
- 2015 : Dette landet (Universal) - Odd Nordstoga
- 2016 : Aleine heime (Universal) - Odd Nordstoga
- 2018 : Kløyvd (Universal) - Odd Nordstoga
- 2018 : Jul (Universal) - Odd Nordstoga
- 2020 : Fatig ferdamann (Universal) - Odd Nordstoga
- 2022 : Inn i skogen (Universal) - Odd Nordstoga
- 2023 : Langt heimafrå (Universal) - Ingebjørg Bratland & Odd Nordstoga

## Distinctions
| Prix                                    | Catégorie                                               | Pour                      | Résultat   |
| --------------------------------------- | ------------------------------------------------------- | ------------------------- | ---------- |
| Edvard-prisen 2001                      | Musique populaire - petites œuvres                      | Bie på deg                | Lauréat    |
| Spellemannprisen 2002                   | Musique folk/dansante (avec Øyonn Groven Myhren)        | Nivelkinn                 | Lauréat    |
| Prøysenprisen 2004                      | NC                                                      | NC                        | Lauréat    |
| Nordic Music Awards 2004                | Meilleur musicien norvégien                             | NC                        | Nomination |
| Spellemannprisen 2004,                  | Årets spellemann                                        | NC                        | Lauréat    |
| Spellemannprisen 2004,                  | Meilleur succès                                         | Kveldssong for deg og meg | Nomination |
| Spellemannprisen 2004,                  | Artiste masculin                                        | Luring                    | Lauréat    |
| Bygdeprofil for 2004                    | (Élu par les lecteurs du journal Nationen)              | NC                        | Lauréat    |
| Prisen for god offentleg språkbruk 2004 | NC                                                      | NC                        | Lauréat    |
| Vinje kommunes Kulturpris 2004          | NC                                                      | NC                        | Lauréat    |
| Folkemusikkprisen 2004                  | NC                                                      | NC                        | Lauréat    |
| Ole Vig-prisen i 2004                   | NC                                                      | NC                        | Lauréat    |
| Telemark fylkeskommunes kulturpris 2005 | NC                                                      | NC                        | Lauréat    |
| Spellemannprisen 2006                   | Artiste masculin                                        | Heim te mor               | Nomination |
| Spellemannprisen 2008                   | Viser                                                   | Pilegrim                  | Nomination |
| Storegutprisen 2010                     | NC                                                      | NC                        | Lauréat    |
| Spellemannprisen 2010                   | Artiste masculin                                        | November                  | Nomination |
| Spellemannprisen 2010                   | Parolier                                                | November                  | Nomination |
| Spellemannprisen 2010                   | Poulæromponist                                          | November                  | Nomination |
| Spellemannprisen 2011                   | Artiste masculin                                        | Bestevenn                 | Nomination |
| Spellemannprisen 2011                   | Parolier                                                | Bestevenn                 | Nomination |
| Skjæraasenprisen 2012                   | NC                                                      | NC                        | Lauréat    |
| Gammleng-prisen 2013                    | Viser/folkemusikk                                       | NC                        | Lauréat    |
| Spellemannprisen 2013                   | Musique folk / traditionnelle (avec Ingebjørg Bratland) | Heimafrå                  | Lauréat    |
| Årets nynorskbrukar 2014                | (avec Aasmund Nordstoga)                                | NC                        | Lauréat    |
| Spellemannprisen 2015,                  | Parolier                                                | Dette landet              | Lauréat    |
| Spellemannprisen 2015,                  | Viser                                                   | Dette landet              | Nomination |
| Spellemannprisen 2018                   | Meilleur parolier                                       | Kløyvd                    | Nomination |
| Gullruten 2022                          | Meilleur morceau original                               | Fotobonden                | Nomination |
| Spellemannprisen 2022                   | Viser og visepop                                        | Inn i skogen              | Nomination |
| Spellemannprisen 2022                   | Meilleur parolier                                       | Inn i skogen              | Nomination |
| Dialektprisen 2023                      | (avec Ingebjørg Bratland)                               | NC                        | Lauréat    |
| Spellemannprisen 2023                   | Viser og visepop (avec Ingebjørg Bratland)              | Langt heimafrå            | Nomination |